# Eugenio García Ruiz
Eugenio García Ruiz (Amusco, Palencia, 15 de novembre de 1818 - Madrid, 27 de gener de 1883) fou un polític i periodista demòcrata espanyol.

## Biografia
Doctor en Jurisprudència per la Universitat de Valladolid. Cap del Partit Liberal Progressista a Palència, va dirigir el periòdic El Vaceo a Palència durant la Regència del general Baldomero Espartero, entre 1840 i 1843, i va ser nomenat Secretari de la Diputació Provincial entre aquests anys, encara que pel que sembla li van oferir la prefectura política d'una província, la va rebutjar; el 1854 va ser diputat pel partit demòcrata i vocal de la Junta de Govern Provisional constituïda a Palència i es va assentar a Madrid; en les Corts d'aquest any va ser membre de la comissió que va estudiar la denúncia de Prats sobre el frau dels cinc milions.
En les Corts Constituents va destacar per la seva tendència anticlerical i va demanar la república unitària; a Madrid va dirigir en 1856 el periòdic La Asociación i en 1860 el periòdic demòcrata El Puebl, des del qual blasmà contra la pastoral sobre la tolerància del llavors bisbe i després cardenal Antolín Monescillo y Viso; després va recollir aquests articles (gener i febrer de 1862), i els que havia publicat contra els "neos" o neocatòlics al setembre de l'any anterior en el seu llibre La intolerancia religiosa y los hombres de la escuela absolutista (Madrid,1862); el periodista va ser contestat pel llavors secretari de cambra de Monescillo i no gaire més tard famosíssim canonge Vicente Manterola amb el fullet Ensayo sobre la tolerancia religiosa en la segunda mitad del siglo XIX.
Va participar en la revolta dels sergents d'Artilleria de la Caserna de Sant Gil en 1866; el seu fracàs el va portar a l'exili fins al revolució de 1868. Va intervenir en el Pacte d'Oostende de 1866.
En el Sexenni democràtic va obtenir acta de diputat ininterrompudament des de les eleccions generals espanyoles de 1869; com a partidari del republicanisme unitari va ser contrari primer a Amadeu I i després a la República Federal; després del cop d'estat de Pavía de 1874, García Ruiz va ser ministre de la Governació des de gener fins a maig. En 1881 el seu amic personal Sagasta el proposà com a diputat per Astudillo a les eleccions generals espanyoles de 1881 amb l'etiqueta de demòcrata; no va acabar la legislatura.
Va deixar nombrosos escrits, alguns d'ells inèdits. És autor d'un llibre de filosofia social Dios y el hombre (1863), i de l'obra Historias, útil per al coneixement de la política en el període revolucionari. Existeix un retrat seu de José Casado del Alisal cuando era ministre de Governació interí.

## Obras
- Dios y el hombre Madrid, 1863 (Impremta de J. Antonio Ortigosa)
- Los siete artículos capitales o sea La democracia gobernando Madrid, 1872 (Imprenta Española)
- La revolución en España: con la historia de los movimientos de enero y junio de 1866 y el del mes de agosto último París, 1867 (Impremta de Ch. Lahure)
- Otro folleto más: la intolerancia religiosa y los hombres de la escuela absolutista Madrid, 1862 (Imprenta de los sres. Martínez y Bogo)
- Historia de la internacional y del federalismo en España Madrid, 1872 (Imprenta Española)
- La república democrática unitaria y la república federal Madrid, 1869 (Impremta d'El Pueblo)
- La democracia, el socialismo y el comunismo: según la filosofía y la historia Madrid, 1861 (imprenta de C. González); segunda edición La democracia, el comunismo y el socialismo: con los tres artículos que reasumen la polémica con La Discusión sobre el socialismo en mayo y junio de 1864, titulados Propiedad, Nuestra bandera y La última palabra; La intolerancia religiosa Madrid, 1864 (Imprenta de J. Antonio García)
- Historias Madrid, 1876-1878 (Impremta d'El Pueblo Español)
- Desde mi campo neutral Madrid, 1870 (impremta d'El Pueblo)
- ¿Qué debe hacer el país? París, 1868 (impremta d'A.E. Rochette)
- Don Perrondo y Masalegre: novela de costumbres Madrid, 1855 (Impr. de la Compañía de Impresores y Libreros del Reino, a cura d'A. Avrial)m

## Font
- Bleiberg, Germán y otros. Diccionario de Historia de España. Madrid: Alianza Editorial, 1979. 2.ª ed. 3 vols.
- Fitxa del Congrés dels Diputats